# August Horch

August Horch

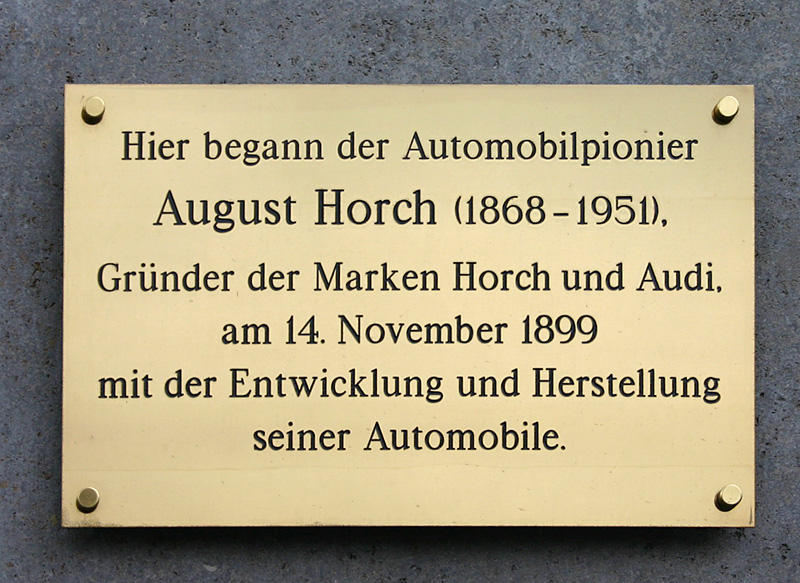
Gedenkplaat in Keulen.

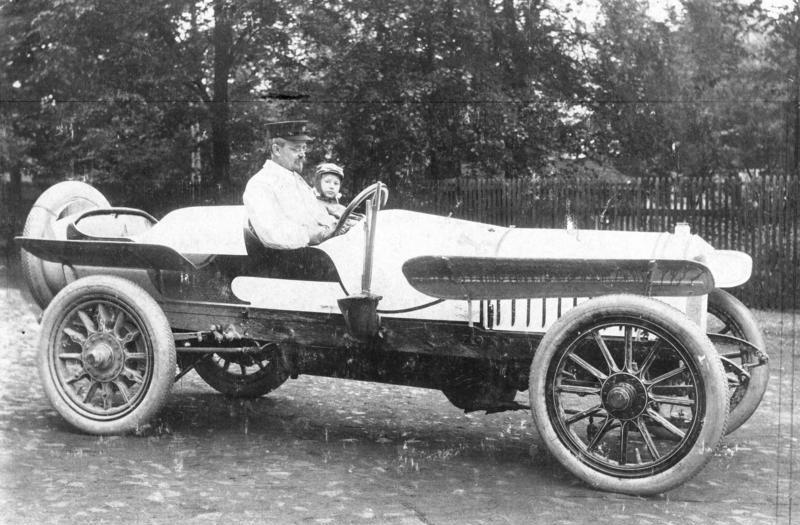
August Horch (1908)

August Horch (Winningen, 12 oktober 1868 – Münchberg, 3 februari 1951) was een Duitse ingenieur en de oprichter van de automerken Horch en Audi.
Horch werd geboren in een wijnbouwers- en smedenfamilie en studeerde van 1888 tot 1891 te Mittweida en werkte van 1891 tot 1899 als werktuigbouwkundige in Rostock, in Leipzig en vanaf 1896 bij Karl Benz te Mannheim, alvorens hij autofabriek A. Horch & Cie oprichtte in november 1899 te Ehrenfeld (Keulen). De eerste Horch-auto werd gebouwd eind 19e eeuw.
In 1902 verhuisde het bedrijf naar Reichenbach en in 1904 naar Zwickau.
Horch verliet het bedrijf in 1909 na een meningsverschil en startte een nieuwe fabriek te Zwickau. Oorspronkelijk heette deze Horch Automobil-Werke GmbH, maar na een rechtszaak waarin de rechter de naam Horch als gedeponeerd merk beschouwde waarop enkel zijn vroegere partners aanspraak konden maken koos hij in 1910 de Latijnse versie: Audi Automobilwerke GmbH. Een tienjarige gymnasiast, Heinrich Fikentscher, had hem op de Latijnse vertaling van Horch! (Audi!) gewezen.
In augustus 1928 verwierf de Deense ingenieur Jørgen Skafte Rasmussen van DKW een meerderheid in de Audi-holding. In juni 1932 versmolten Audi, DKW, Horch en Wanderer in Auto-Union. Het nieuwe logo werd vier ringen, een voor elk van de samengevoegde bedrijven.
Vanaf 1999 wordt een prijs voor wijnen vernoemd naar August Horch, de Edition August Horch, uitgereikt in Winningen, waarvan Horch ereburger is.
- Gemeinsame Normdatei: 118553577
- International Standard Name Identifier: 0000 0001 0969 1264
- Library of Congress Control Number: n84091609
- Nationale Bibliotheek van Tsjechië: xx0049324
- Système universitaire de documentation: 176154558
- Virtual International Authority File: 47553996
- WorldCat: E39PBJcrfRbHcKVhhgbYRtgR8C